# امامزاده عقیل (خرامه)
امامزاده عقیل ، روستایی از توابع بخش مرکزی شهرستان خرامه در استان فارس ایران است.

## جمعیت
این روستا در دهستان کفدهک قرار دارد و براساس سرشماری مرکز آمار ایران در سال ۱۳۸۵، جمعیت آن ۱۴ نفر (۱۴خانوار) بوده‌است.